# Aérodrome de Pichoy
L'aérodrome de Pichoy (espagnol : Aeródromo Pichoy) (code IATA : ZAL • code OACI : SCVD) est un aéroport situé à 32 km au nord-est de Valdivia, une ville dans la région des Fleuves du Chili.

## Situation

### Carte des aéroports du Chili
| \| 100 km1:8 652 000 \| Porvenir El Salvador La Serena Mocopulli Valdivia Pucón Puerto Montt Puerto Williams Antofagasta Arica El Loa Iquique Osorno Balmaceda Araucanie Désert de l'Atacama Santiago Concepcion Île de Pâques Punta Arenas |
| 100 km1:8 652 000 |

## Compagnies aériennes et destinations
| Compagnies       | Destinations                            |
| ---------------- | --------------------------------------- |
| LATAM Chile      | Osorno, Santiago du Chili-A.-M.-Benítez |
| Sky Airline (H2) | Santiago du Chili-A.-M.-Benítez         |